# Neville Bowles Chamberlain
Sir Neville Bowles Chamberlain (Rio de Janeiro, 10 gennaio 1820 – Lordswood, 18 febbraio 1902) è stato un militare britannico. Prestò servizio nel Bengal Army e partecipò alla prima guerra anglo-afghana, alla campagna di Gwalior, alla seconda guerra anglo-sikh, ai moti indiani del 1857 e alla seconda guerra anglo-afghana. In seguito divenne comandante in capo del Madras Army.

## Gioventù
Chamberlain nacque a Rio de Janeiro, terzo figlio di Sir Henry Chamberlain, I baronetto, console generale e incaricato d'affari in Brasile, e della sua seconda moglie Anna Eugenia, nata Morgan. Suo fratello maggiore, William Charles Chamberlain, era un ammiraglio, mentre i fratelli minori Crawford Chamberlain e Charles Francis Falcon Chamberlain erano ufficiali dell'esercito.
Cresciuto in Inghilterra, fu educato da un precettore privato e frequentò la scuola a Shooter's Hill, Londra. Nel 1833, dopo essere stato nominato cadetto da Lord Beresford, entrò nella Royal Military Academy di Woolwich, ma si ritirò dopo un anno, quando fu chiaro che non avrebbe superato gli esami finali. Durante il periodo trascorso a Woolwich si guadagnò la reputazione di combattivo e ribelle e minacciò di unirsi alla British Legion, un corpo di truppe al comando di Sir George De Lacy Evans in partenza per la Spagna. Fu invece incoraggiato a intraprendere una carriera in India e, con l'aiuto dei contatti del padre, il 24 febbraio 1837 ottenne il grado di allievo ufficiale nel Bengal Native Infantry.

## India
Chamberlain si imbarcò per l'India a bordo della nave George e arrivò a Madras nel maggio 1837. Rimase a Madras per un breve periodo come ospite del generale in pensione Sir John Doveton, quindi, in giugno, proseguì per Calcutta . Qui Chamberlain rimase per alcuni mesi con lo zio George e la zia. A novembre lasciò Calcutta per unirsi al 12º Reggimento, a Barrackpur, e tre mesi dopo fu inviato con il 55º Reggimento a Lucknow. 
A metà del 1838 fu trasferito a Delhi al 16º Reggimento, che si stava preparando per la prima guerra anglo-afghana. Il suo reggimento sarebbe diventato parte dell'"Armata dell'Indo", come parte della 1ª Brigata della 1ª Divisione, sotto il comando di Sir Willoughby Cotton. Partecipò a numerosi scontri, tra cui la battaglia di Ghazni e fu ferito in diverse occasioni. Promosso a tenente il 16 luglio 1842, si trasferì al 1º Cavalleggeri del contingente di Shah Shuja Durrani e nell'agosto 1842 prese parte alla marcia da Kandahar a Kabul. Durante la spedizione di Kabul fu nuovamente ferito a Landi Kotal, nell'ottobre 1842, e ancora a Ali Masjid, nel novembre 1842. 
Nel gennaio 1843 entrò a far parte della guardia del corpo del governatore generale e prese parte alla campagna di Gwalior. Alla fine del 1846 Chamberlain divenne segretario militare del governatore della Presidenza di Bombay e poi, nel 1848, maggiore di brigata della Cavalleria irregolare del Bengala.

## Punjab
Durante la seconda guerra anglo-sikh prese parte alle battaglie di Chillianwala e di Gujrat . Nel maggio 1849 divenne assistente dell'aiutante generale della divisione Sirhind  e, dopo essere stato promosso a capitano nel 16º Reggimento del Bengal Native Infantry il 1º novembre 1849 e aver ottenuto il brevetto di maggiore il 2 novembre 1849, divenne nel dicembre 1849 commissario aggiunto nel distretto di Rawalpindi e poi, nel giugno 1850, commissario aggiunto nel distretto di Hazara . Promosso a tenente colonnello il 28 novembre 1854, gli fu affidato il comando del Punjab Irregular Frontier Force e guidò diverse spedizioni contro le tribù di frontiera.

## Moti indiani del 1857
Durante moti indiani del 1857 servì come aiutante generale e fu gravemente ferito durante l'assedio di Delhi. Per questo fu nominato compagno dell'Ordine del Bagno l'11 novembre 1857 e promosso colonnello il 27 novembre 1857.
Nel 1858 Chamberlain fu riconfermato al comando del Punjab Irregular Frontier Force, che guidò durante la campagna di Ambela, nel corso della quale fu gravemente ferito nel novembre 1863. Nominato cavaliere commendatore dell'Ordine del Bagno l'11 aprile 1863, tornò nel Regno Unito e fu promosso maggior generale per meriti di servizio il 5 agosto 1864. Fu nominato cavaliere commendatore dell'Ordine della Stella d'India il 24 maggio 1866. Nel 1869 accompagnò il Duca di Edimburgo in un viaggio ufficiale in India. Fu promosso tenente generale il 1º maggio 1872, cavaliere gran commendatore dell'Ordine della Stella d'India il 24 maggio 1873 e cavaliere di Gran Croce dell'Ordine del Bagno il 28 maggio 1875.
Nel febbraio 1876 Chamberlain divenne comandante in capo del Madras Army e, dopo essere stato promosso generale il 1º ottobre 1877, fu inviato in missione presso l'emiro dell'Afghanistan, Sher Ali Khan. Il rifiuto del permesso di entare in Afghanistan, opposto dall'emiro a lui e al maggiore Pierre-Louis Cavagnari, fece precipitare nel novembre 1878 la seconda guerra anglo-afghana.
Fu membro del Consiglio legislativo di Madras e, per alcuni mesi, membro militare effettivo del consiglio del governatore generale dell'India. Nel febbraio 1881 lasciò l'India e nel febbraio 1886 si ritirò a Lordswood, vicino a Southampton.

## Ultimi anni e morte
In pensione, Chamberlain fu membro attivo dell'Assemblea generale delle chiese unitarie e libere Cristiane di Southampton. Fu un critico accanito della politica britannica durante la seconda guerra boera. Il 25 aprile 1900 fu promosso maresciallo di campo. Morì a Lordswood il 18 febbraio 1902 e fu sepolto a Rownhams, vicino a Southampton.

## Famiglia
Nel 1873 Chamberlain sposò Charlotte Cuyler Reid, figlia del maggior generale Sir William Reid. Non ebbero figli.